# Žinice
Žinice je malá vesnice, část městyse Neustupov v okrese Benešov. Nachází se asi 3,5 km na východ od Neustupova. V roce 2009 zde bylo evidováno 6 adres.
Žinice leží v katastrálním území Jiřetice u Neustupova o výměře 5,69 km².

## Historie
První písemná zmínka o vesnici pochází z roku 1437.

## Další fotografie

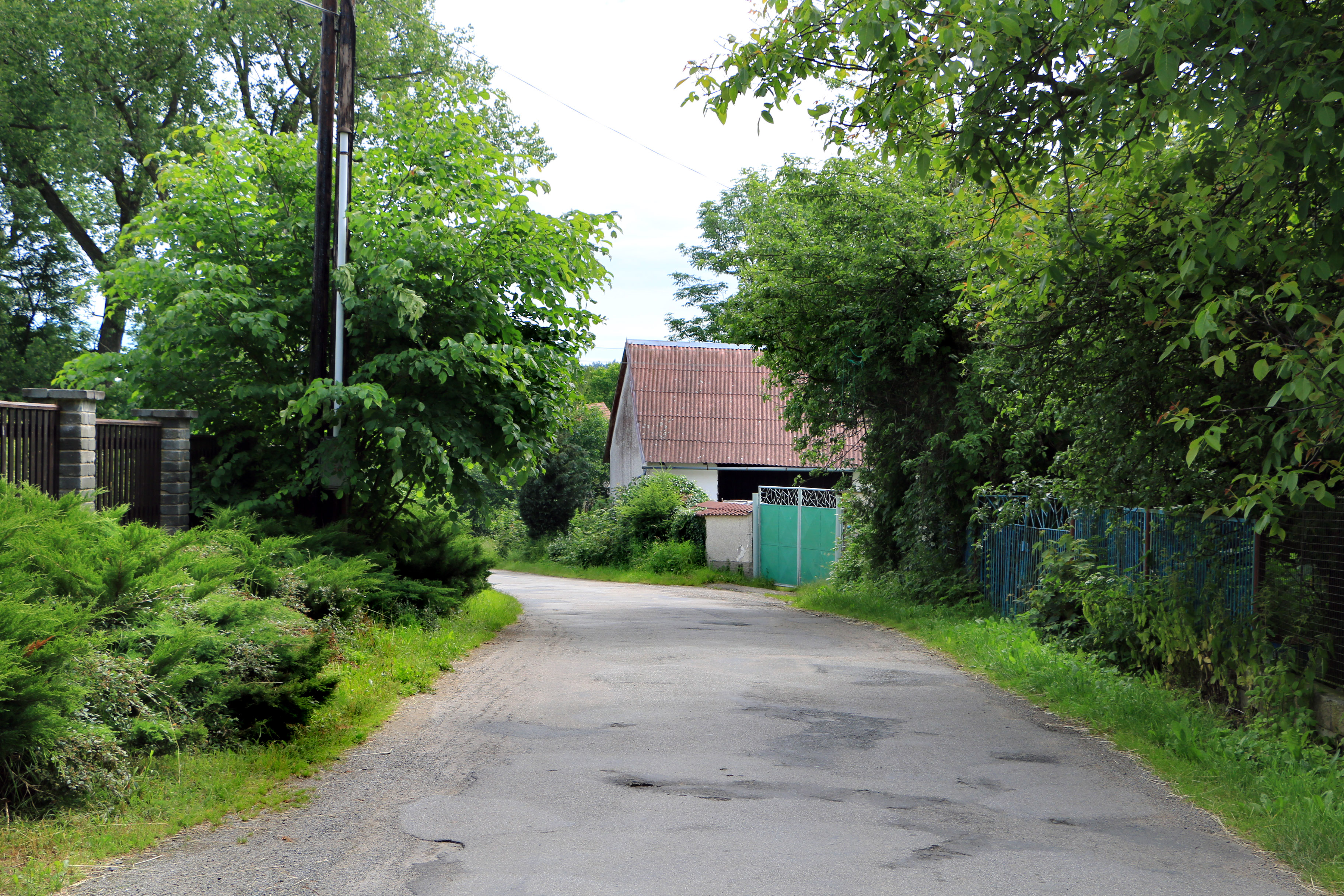
Silnice
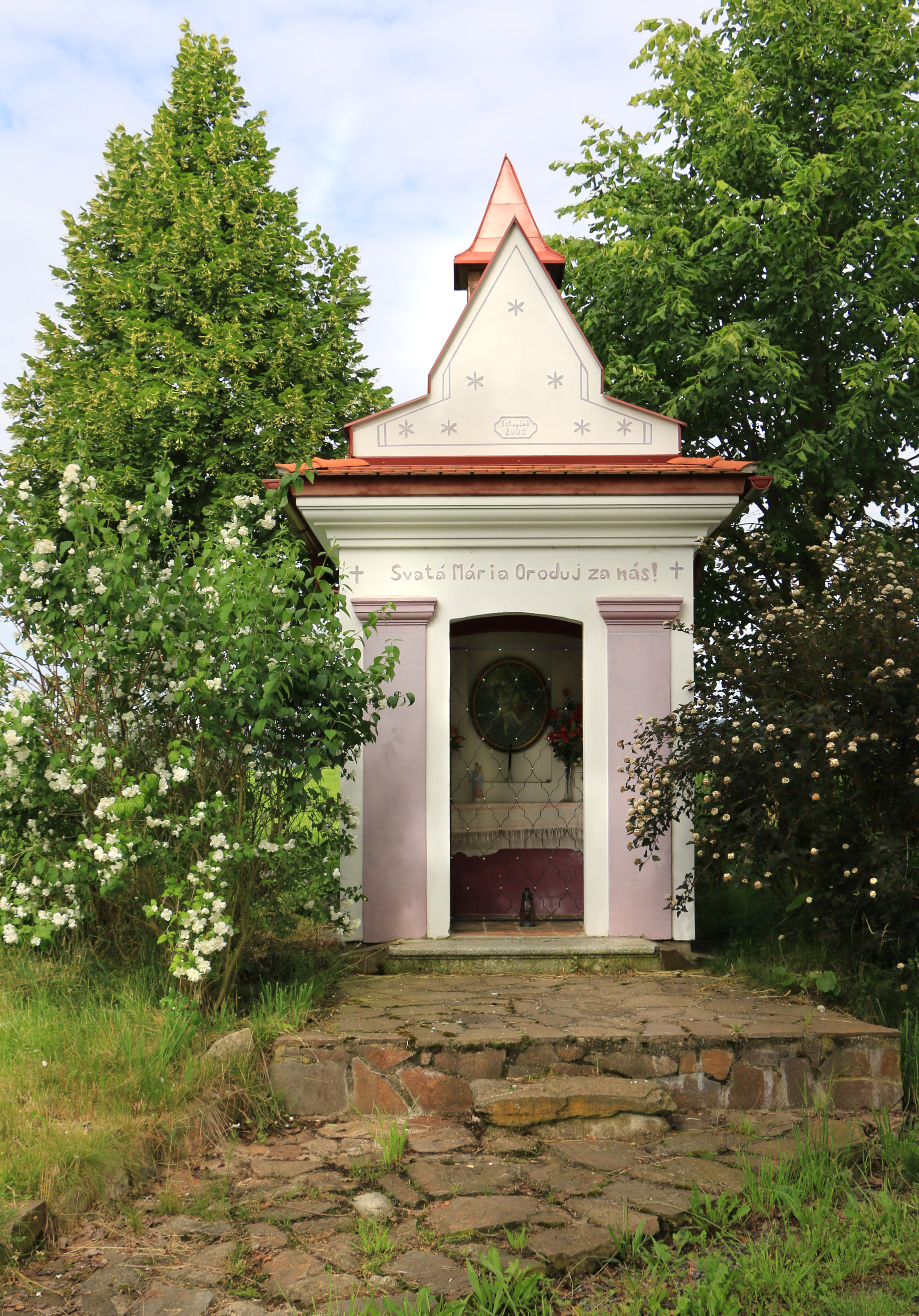
Kaplička na západě vsi
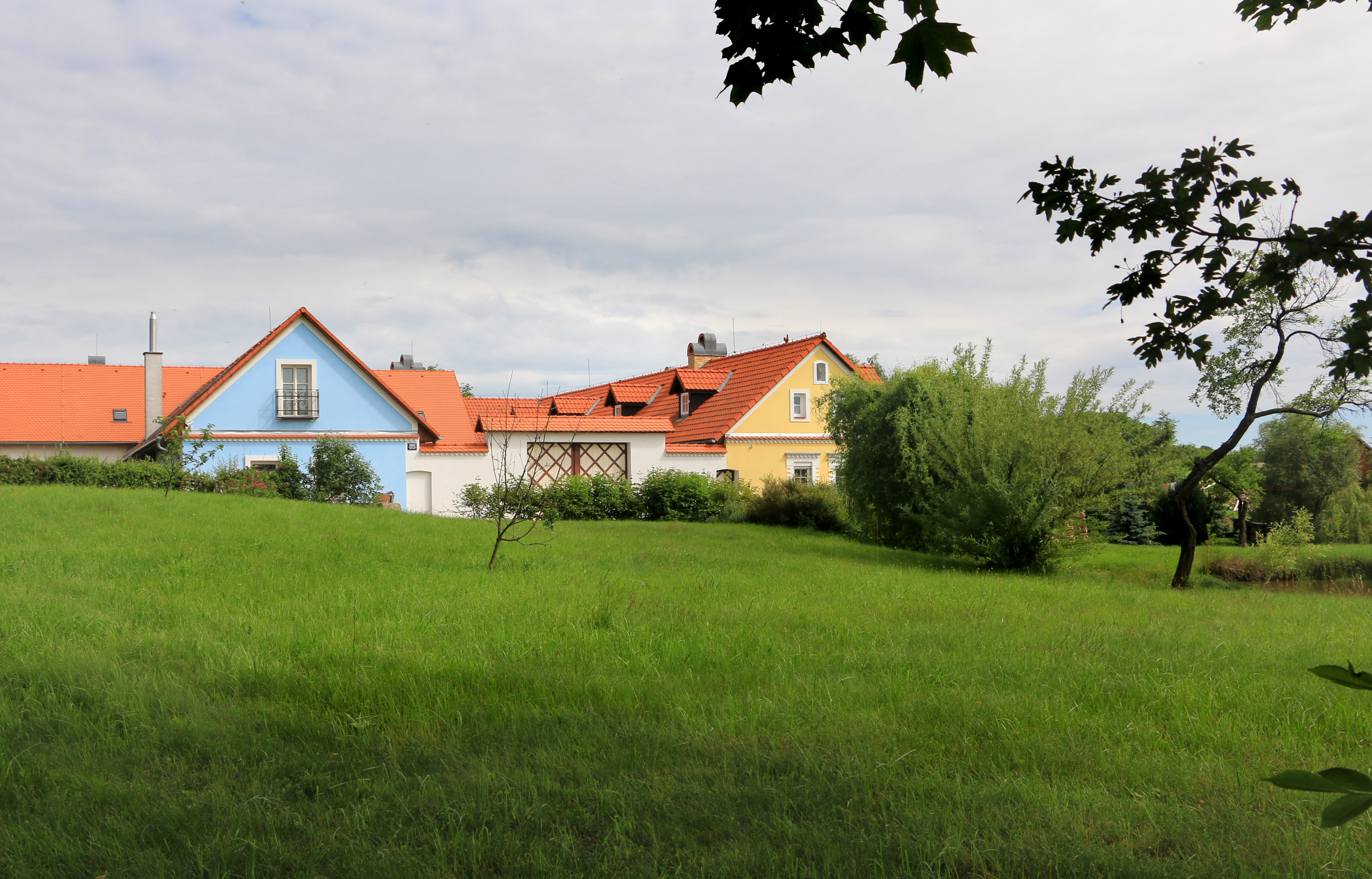
Dům čp. 5